# ホージア
アンドリュー・ジョン・ホージャー＝バーン（Andrew John Hozier-Byrne、1990年3月17日 - ）は、ホージア（Hozier）のステージ名で知られるアイルランド出身のミュージシャン、シンガーソングライター。

## 経歴
アイルランドのウィックロー県ブレイで音楽家の家庭に出生。1592年にイングランド女王エリザベス1世が創設したダブリンにあるトリニティ・カレッジに入学、音楽を学ぶ。のちにトリニティ・カレッジを中退。在学中、トリニティ・オーケストラに所属。また、アイルランドの作曲家マイケル・マクグリンが創設した合唱団アヌーナに2008年から2012年にかけて所属した。
デビューシングル「Take Me to Church」を2013年にリリース、同年10月に本国アイルランドのシングルチャートで2位に達し、アイルランドのiTunesで1位を獲得、翌年、全米のシングルチャートで最高第2位を獲得、米国、カナダ、デンマーク等でプラチナディスク認定されている。2014年9月19日にデビューアルバム『Hozier』をリリースし、母国アイルランドで1位、米国で2位、英国では5位をそれぞれ獲得した。
2024年にシングル「Too Sweet」が世界的にヒットし、Billboard Hot 100で初めて1位を獲得した。

## ディスコグラフィ

### アルバム
- Hozier (2014年)
- Wasteland, Baby! (2019年)
- Unreal Unearth (2023年)

### EPs
- Take Me to Church (2013年)
- From Eden（2014年）
- Nina Cried Power (2018年)
- Eat Your Young (2023年)
- Unheard (2024年)

### シングル
- Take Me to Church (2013年)
- Blood Upon the Snow (2022年, ベア・マクリアリーと)